# Nowa Wieś (Sztum)
Nowa Wieś (deutsch Neudorf, früher Neuendorff) ist ein Dorf in der Stadt- und Landgemeinde (Gmina) Sztum (Stuhm) im Powiat Sztumski (Stuhmer Kreis) der polnischen Woiwodschaft Pommern.

## Geographische Lage
Das Dorf liegt im ehemaligen Westpreußen, etwa sechs Kilometer südwestlich von Stuhm (Sztum), zwölf Kilometer westnordwestlich von Niklaskirchen (Mikołajki Pomorskie) und vier Kilometer westnordwestlich von Pestlin (Postolin). 

## Geschichte

Handskizze des Burgwalls westlich des Dorfs am Flüsschen Bache und (untere Bildecke links) Handskizze eines auf dem Gelände gefundenen Spinnwirtels aus Ton

Der Ort wurde urkundlich erstmals in der Handfeste für das Dorf Pestlin (1295) erwähnt, die jedoch verlorengegangen ist. Ältere Ortsbezeichnungen sind das newe Dorff (1295), Nuendorff (1411), Nuwedorff (15. Jh.), Neuendorf (1498), Neundorf (1565) und Wieś nowa (1659).  Im Sommer 1868 wurden bei Königlich Neudorf auf dem Gelände des Landwirts Görschlag, an der Straße, die von Marienwerder nach Stuhm führt, unter einem flachen Stein etwa zwanzig Bestattungsurnen gefunden. An weiteren Siedlungsspuren aus der Zeit vor Eintreffen des Deutschen Ordens weist der Ort etwa 1300 Meter westlich des Dorfkerns, am Flüsschen Bache, eine Burgstelle auf, die von einem aufgeschütteten Burgwall umgeben ist und eingangsseitig einen Burggraben hat. Zwar sind in dem aufgeschütteten Wall Ziegelstein-Reste und Eisenteile gefunden worden, doch Toeppen mutmaßte, dass sich hier einst die Burg eines ranghöheren Preußen befunden haben könnte. Auf dem Burggelände hat Schmid später einen Spinnwirtel aus Ton geborgen.
Am 30. September 1928 wurde der Gutsbezirk Montken in die Landgemeinde Königlich Neudorf eingegliedert; die Gemeinde Königlich Neudorf wurde am 19. Dezember 1930 in Neudorf umbenannt.  Der Gutsbezirk Montken hatte im Jahr 1927 eine Flächengröße von 340 Hektar und 1925 fünfzig Einwohner gehabt.
Im Jahr 1945 gehörte die Gemeinde Neudorf zum Landkreis Stuhm im Regierungsbezirk Marienwerder im Reichsgau Danzig-Westpreußen des Deutschen Reichs. Neudorf war dem Amtsbezirk Pestlin zugeordnet.
Im Januar 1945 wurde Neudorf von der Roten Armee besetzt. Nach Beendigung der Kampfhandlungen wurde die Region seitens der sowjetischen Besatzungsmacht zusammen mit ganz Hinterpommern und der südlichen Hälfte Ostpreußens – militärische Sperrgebiete ausgenommen – der Volksrepublik Polen zur Verwaltung überlassen. Neudorf wurde unter der polnischen Ortsbezeichnung „Nowa Wieś“ verwaltet. Die einheimische deutsche Bevölkerung wurde von der polnischen Administration mit wenigen Ausnahmen aus Neudorf vertrieben.

### Demographie
| Jahr | Einwohner | Anmerkungen |
| ---- | --------- | --- |
| 1783 | –         | Erbfrei-Dorf, Freischulzerei und vier bebaute Pestliner Pfarrhuben, 30 Feuerstellen (Haushaltungen), in Westpreußen                   |
| 1818 | 156       | königliches Dorf |
| 1852 | 450       | Dorf |
| 1864 | 412       | Dorf, darunter 32 Evangelische und 373 Katholiken                                                                                     |
| 1885 | 495       | am 1. Dezember, davon 46 Evangelische und 446 Katholiken                                                                              |
| 1910 | 559       | Landgemeinde, am 1. Dezember, darunter 67 Evangelische, 458 Katholiken und sieben Sonstige; 434 Personen mit polnischer Muttersprache |
| 1933 | 763       | [ 15 ] |
| 1939 | 812       | [ 15 ] |

## Kirche
Die Protestanten der hier bis 1945 anwesenden Dorfbevölkerung gehörten zur evangelischen Pfarrei Rehhof.